# Lista de deputados estaduais do Acre da 5.ª legislatura
Esta é a lista de deputados estaduais do Acre para a legislatura 1979–1983. Nas eleições, foram eleitos 18 deputados.

## Composição das bancadas
| Partido | Líder              | Bancada | Posição  |
| ------- | ------------------ | ------- | -------- |
| ARENA   | Félix Bestene Neto | 9 / 18  | Governo  |
| MDB     | Iolanda Fleming    | 9 / 18  | Oposição |

## Deputados Estaduais
Das dezoito vagas em disputa a ARENA e MDB obtiveram nove cada.
| Número | Deputados estaduais eleitos     | Partido | Votação | Percentual | Cidade onde nasceu | Unidade federativa |
| 15006  | Raimundo Herminio de Melo       | MDB     | 3.047   | 4,33%      | Rio Branco         | Acre               |
| 11999  | Geraldo Pereira Maia            | ARENA   | 2.949   | 4,19%      | Senador Guiomard   | Acre               |
| 11123  | Walter Prado                    | ARENA   | 2.893   | 4,11%      | Feijó              | Acre               |
| 15084  | Francisco Taumaturgo            | MDB     | 2.647   | 3,76%      | Tarauacá           | Acre               |
| 15008  | Maria Pinho Pascoal             | MDB     | 2.486   | 3,53%      | Rio Branco         | Acre               |
| 15153  | Iolanda Fleming                 | MDB     | 2.359   | 3,35%      | Manoel Urbano      | Acre               |
| 15520  | Adalberto Aragão                | MDB     | 2.288   | 3,25%      | Rio Branco         | Acre               |
| 15673  | Edison Cadaxo                   | MDB     | 2.096   | 2,98%      | Boca do Acre       | Amazonas           |
| 15021  | Manoel Machado da Rocha         | MDB     | 1.974   | 2,80%      | Cruzeiro do Sul    | Acre               |
| 15615  | Félix Vale Pereira              | MDB     | 1.814   | 2,58%      | Plácido de Castro  | Acre               |
| 11137  | Railda Pereira da Silva         | ARENA   | 1.814   | 2,58%      | Epitaciolândia     | Acre               |
| 11900  | Altemir de Oliveira Passos      | ARENA   | 1.783   | 2,53%      | Boca do Acre       | Amazonas           |
| 11020  | Hermelindo Guimarães Brasileiro | ARENA   | 1.670   | 2,37%      | Teresina           | Piauí              |
| 15444  | Raimundo Sales da Costa         | MDB     | 1.546   | 2,19%      | Sena Madureira     | Acre               |
| 11147  | Alcimar Nunes Leitão            | ARENA   | 1.509   | 2,14%      | Feijó              | Acre               |
| 11234  | Félix Bestene Neto              | ARENA   | 1.432   | 2,03%      | Brasiléia          | Acre               |
| 11789  | Carlos Simão                    | ARENA   | 1.336   | 1,90%      | Cruzeiro do Sul    | Acre               |
| 11300  | Francisco Mendes de Souza       | ARENA   | 1.323   | 1,88%      | Rio Branco         | Acre               |